# Gällsta
För orten Gälstad i Linköpings kommun, se Gälstad-Lundby.
Gällsta är en ort i Gnarps socken i Nordanstigs kommun. SCB har avgränsat en småort för bebyggelsen i byn och dess grannby Husta och namnsatt denna till Gällsta och Husta.
I finns en ishockeyrink som är byggd med hjälp av pengar från NHL.